# 2-й Верхний переулок (Санкт-Петербург)
2-й Ве́рхний переу́лок — переулок в Выборгском районе Санкт-Петербурга, в нежилой зоне «Парнас». Проходит от Верхней улицы до 5-го Верхнего переулка. Параллелен Домостроительной улице.

## История
Переулок получил название 4 июля 1977 года наряду с 1-м и 3—6-м Верхними переулками в нежилой зоне «Парнас». До этого носил неофициальное название 2-й проезд.
Из 1,5 км общей протяженности 2-го Верхнего переулка около 300 метров — от дома 6 до дома 14 — до 2023 года представляли собой разбитую грунтовку, перекрытую бетонными блоками. В 2023—2024 годах этот участок был  заасфальтирован в связи со строительством пожарного депо (дом 12), сданного в декабре 2024 года.

## Пересечения
С юга на север (по увеличению нумерации зданий) 2-й Верхний переулок пересекают следующие улицы:
- Верхняя улица — 2-й Верхний переулок примыкает к ней;
- 5-й Верхний переулок — 2-й Верхний переулок примыкает к нему.

## Транспорт
Ближайшие ко 2-му Верхнему переулку станции метро — «Проспект Просвещения» (около 2,2 км по прямой от начала переулка) и «Парнас» (кратчайшее расстояние по прямой — около 2,35 км) 2-й (Московско-Петроградской) линии, а также «Гражданский проспект» 1-й (Кировско-Выборгской) линии (около 3,55 км по прямой от начала переулка).
Движение наземного общественного транспорта по переулку отсутствует.
У начала 2-го Верхнего переулка находится грузовая железнодорожная станция Парнас.

## Общественно значимые объекты
- таможенный пост «Северный» — дом 2;[уточнить]
- ОАО «Приборостроительный завод „Вибратор“» — дом 5;
- производственное объединение «ТВЭЛ» — дом 4, корпус 1[уточнить].
- пожарное депо (сдано в декабре 2024) — дом 12[5]